# Patrick Blondeau
Patrick Blondeau (Marseille, 1968. január 27. –) francia válogatott labdarúgó, játszott a Ligue 1-ben és a Premier League-ben.

## Karrier
Profi labdarúgó karrierjét az FC Martigues-gel kezdte a Ligue 2-ben. Több évig játszott Jean Tigana-nak azAS Monacónál, mielőtt átigazolt a Sheffield Wednesdayhez, az 1997–1998-as szezon előtt. Aláírásakor, Blondeau hírhedt módon kijelentette, hogy célja az, hogy megnyerje a Premier League-et a Sheffield Wednesday-jel. Blondeau nem telepedett le Sheffieldben, visszatért Franciaországba.
Karrierje csúcsán Blondeau volt a helyi klub, az Olympique de Marseille kapitánya három szezonban, mikor csapatával elérték az 1998–1999-es UEFA-kupa döntőjét, ahol 3-0-ra kikaptak az AC Parmától. Marseille-ben töltött ideje alatt Blondeau eltörte Yves Deroff lábát az FC Nantes ellen vívott bajnoki mérkőzésen 1999. május 29-én. Blondeau sárga lapot kapott és a liga eltiltotta őt hat meccsre.

## Magánélete
Felesége Véronika Loubry divattervező, műsorvezető, két gyermekük van, egy lánya, Thylane Blondeau (2001. április 5.), valamint egy fia, Ayrton Blondeau (2007. május 20.).

## Fordítás
- Ez a szócikk részben vagy egészben  a   Patrick Blondeau című angol Wikipédia-szócikk ezen változatának fordításán alapul.  Az eredeti cikk szerkesztőit annak laptörténete sorolja fel. Ez a jelzés csupán a megfogalmazás eredetét és a szerzői jogokat jelzi, nem szolgál a cikkben szereplő információk forrásmegjelöléseként.